# 421 (số)
421 (bốn trăm hai mươi mốt) là một số tự nhiên ngay sau 420 và ngay trước 422.